# Mertensie
Mertensia
Genre
Classification phylogénétique
Les Mertensies (Mertensia) sont un genre de plantes vivaces à feuilles alternes, aux inflorescences en grappes ou en panicules et aux fleurs tubuleuses de la famille des Boraginacées. Le genre Mertensia compte environ 60 espèces à travers le monde, dont la plupart se retrouvent dans l'ouest de l'Amérique. Ce genre a été découvert par Karl Heinrich Mertens (1796-1830) et nommé par lui en l'honneur de son père Franz Carl Mertens (1764-1831).

## Espèces
- Mertensia alpina (Torr.) G. Don - Mertensie alpine
- Mertensia arizonica Greene
- Mertensia bakeri var. bakeri Greene
- Mertensia bella Piper
- Mertensia brevistyla S. Wats.
- Mertensia campanulata A. Nels.
- Mertensia ciliata (James ex Torr.) G. Don
- Mertensia davurica (Sims) G. Don
- Mertensia drummondii (Lehm.) G. Don
- Mertensia dshagastanica Regel
- Mertensia echioides
- Mertensia franciscana Heller
- Mertensia humilis Rydb.
- Mertensia lanceolata (Pursh) DC.
- Mertensia longiflora Greene
- Mertensia macdougalii Heller
- Mertensia maritima (L.) S.F. Gray - Mertensie maritime
- Mertensia meyeriana J. F. Macbride
- Mertensia oblongifolia (Nutt.) G. Don
- Mertensia pallasii (Ledebour) G. Don
- Mertensia paniculata (Ait.) G. Don - Mertensie paniculée
- Mertensia platyphylla Heller
- Mertensia sibirica (L.) G. Don
- Mertensia tarbagataica B. Fedtschenko
- Mertensia umbratilis Greenm.
- Mertensia virginica (L.) Pers. ex Link - Mertensie de Virginie

## Galerie

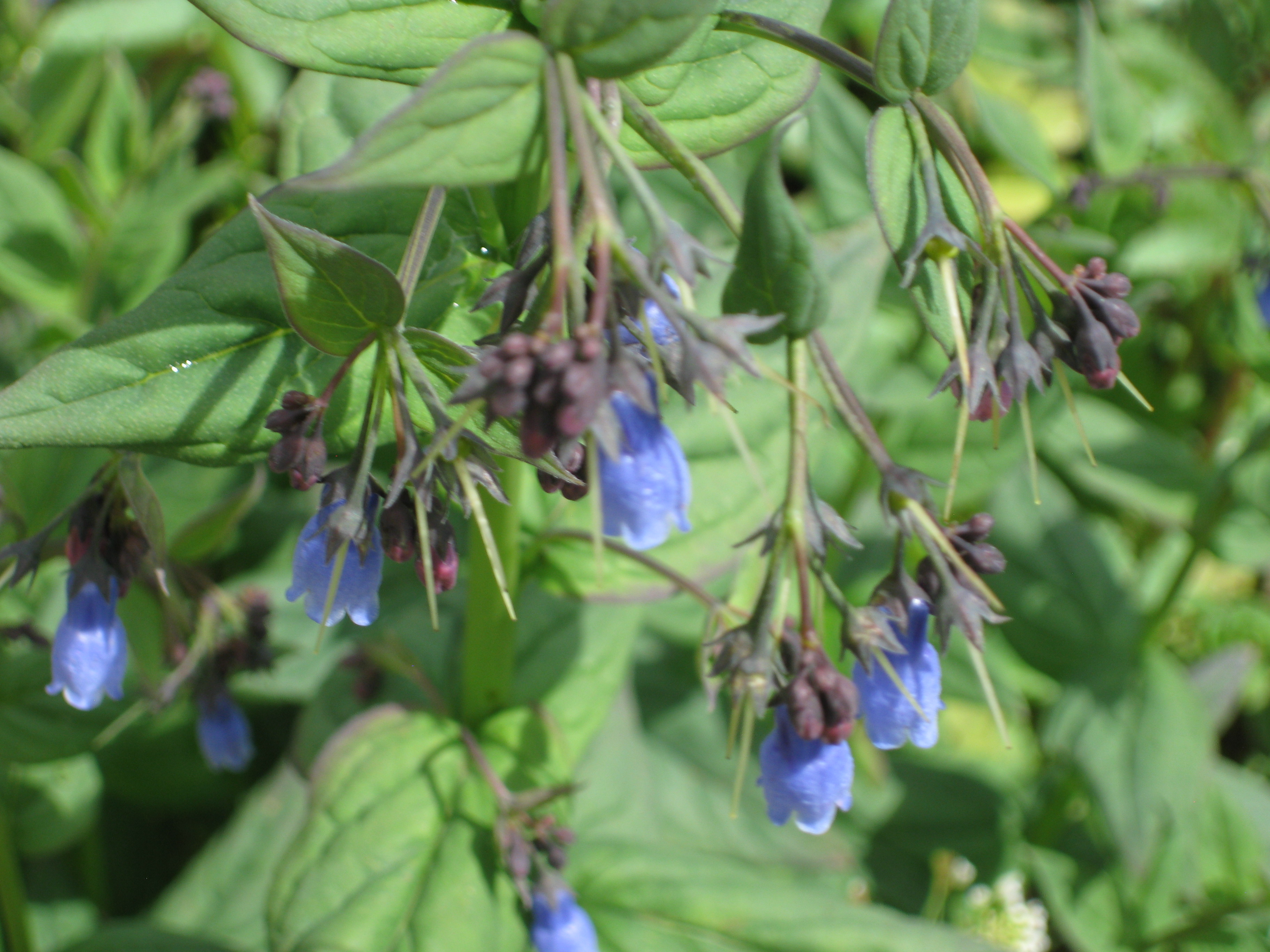
Mertensia ciliata
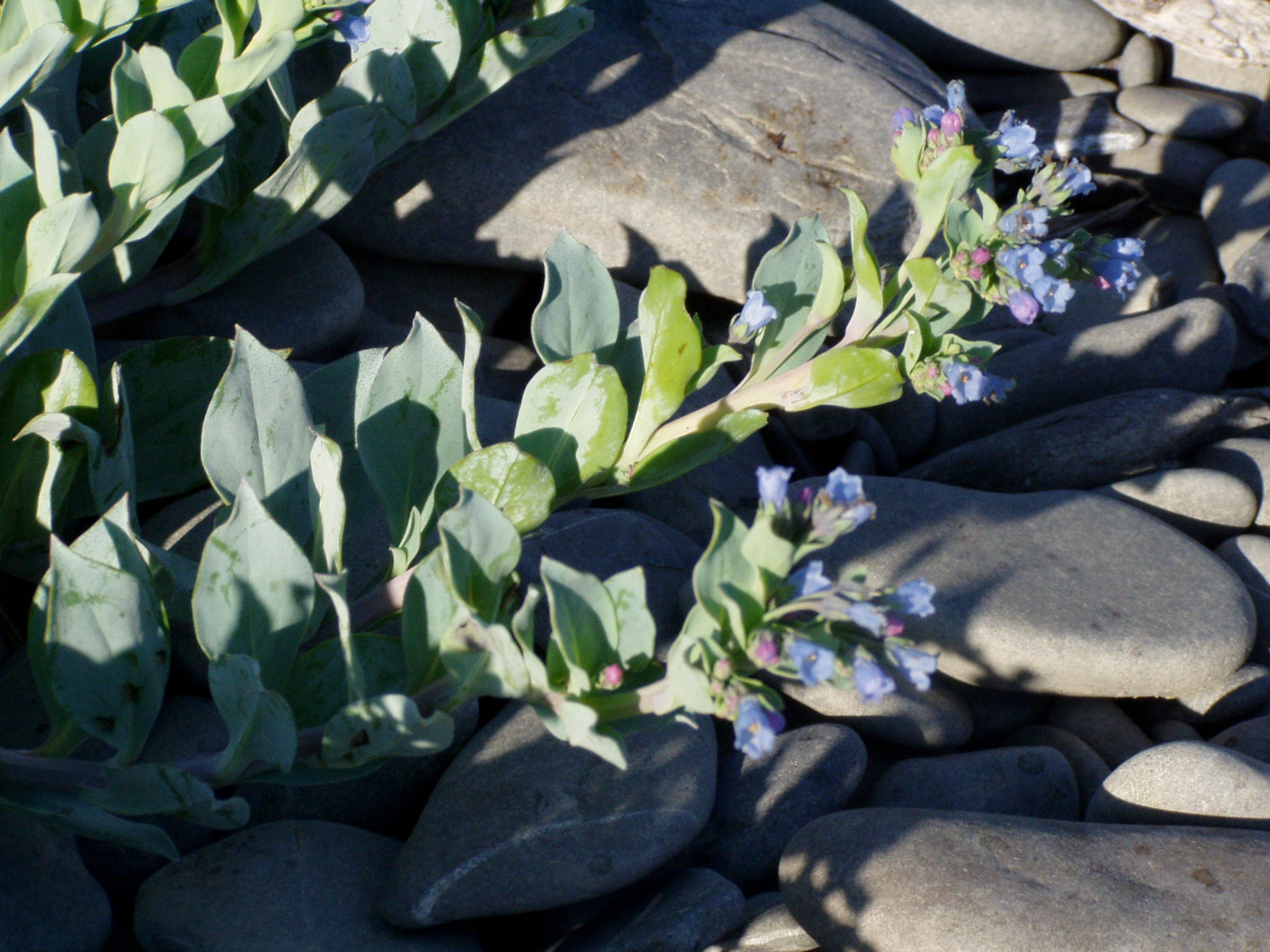
Mertensia maritima
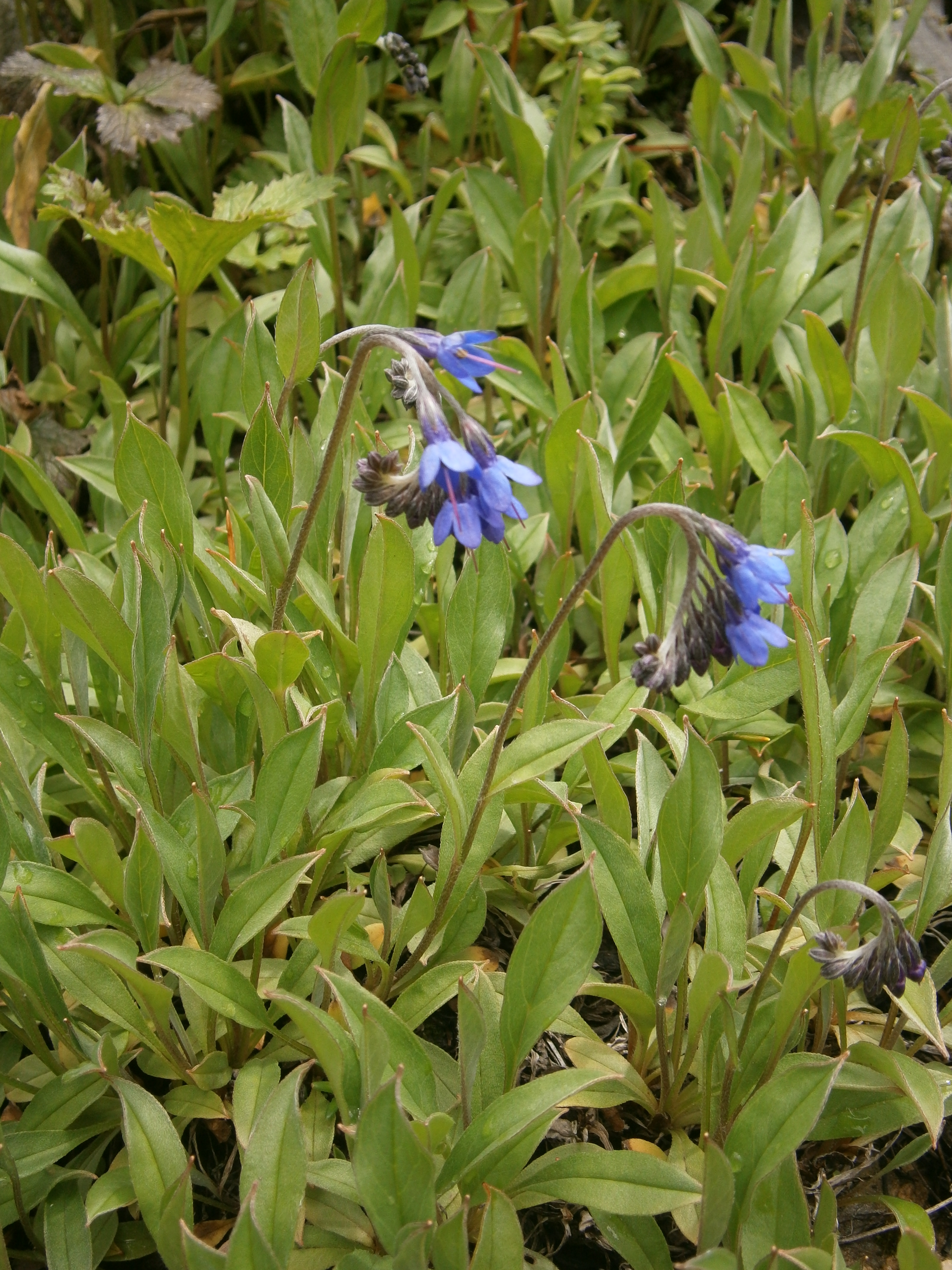
Mertensia primuloides